# 1970-es Formula–1 amerikai nagydíj
Az 1970-es Formula–1 világbajnokság tizenkettedik futama az amerikai nagydíj volt.

## Futam
Az amerikai nagydíjon Watkins Glenben a Lotus visszatért a mezőnybe (Fittipaldival és a svéd Reine Wisell-lel), hogy megvédje Rindt első helyét és a csapat konstruktőri bajnoki címét. A pole-pozícióból Ickx indult Stewart, Fittipaldi és Rodríguez előtt.
A vezetés Stewarté lett a rajt után, míg Rodríguez a második helyre jött fel, Ickx és Regazzoni elé. Surtees és Olvier kiesése után a rosszul rajtoló Fittipaldi hatodik volt. A 16. körben Ickx megelőzte Rodríguezt, egy körrel később Regazzoni is a mexikói elé került. Regazzoni után, a 48. körben Amon is kiállt új gumiért. Ickx az 57. körben a boxba hajtott üzemanyagszivárgás miatt, ezzel elveszítette esélyét a világbajnoki címre. Stewart a 83. körig vezette a versenyt, amikor olajszivárgás miatt kiesett. Ezután Rodríguez vezetett 20 másodperccel Fittipaldi előtt, de a 108 körös verseny 101. körében a BRM-ből kifogyott az üzemanyag, emiatt ki kellett állnia szerelőihez. Fittipaldi első futamgyőzelmét szerezte meg a második helyre visszatérő Rodríguez előtt. Wisell első versenyét a harmadik helyen zárta.
| Helyezés | #  | Versenyző            | Csapat/Motor       | Futott körök | Idő/Kiesés oka      | Rajthely | Pontszám |
| -------- | -- | -------------------- | ------------------ | ------------ | ------------------- | -------- | -------- |
| 1        | 24 | Emerson Fittipaldi   | Lotus-Ford         | 108          | 1h57:32,79          | 3        | 9        |
| 2        | 19 | Pedro Rodríguez      | BRM                | 108          | + 36,39             | 4        | 6        |
| 3        | 23 | Reine Wisell         | Lotus-Ford         | 108          | + 45,17             | 9        | 4        |
| 4        | 3  | Jacky Ickx           | Ferrari            | 107          | + 1 kör             | 1        | 3        |
| 5        | 12 | Chris Amon           | March-Ford         | 107          | + 1 kör             | 5        | 2        |
| 6        | 18 | Derek Bell           | Surtees-Ford       | 107          | + 1 kör             | 13       | 1        |
| 7        | 8  | Denny Hulme          | McLaren-Ford       | 106          | + 2 kör             | 11       |          |
| 8        | 7  | Henri Pescarolo      | Matra              | 105          | + 3 kör             | 12       |          |
| 9        | 11 | Jo Siffert           | March-Ford         | 105          | + 3 kör             | 23       |          |
| 10       | 15 | Jack Brabham         | Brabham-Ford       | 105          | + 3 kör             | 16       |          |
| 11       | 29 | Ronnie Peterson      | March-Ford         | 104          | + 4 kör             | 15       |          |
| 12       | 16 | Rolf Stommelen       | Brabham-Ford       | 104          | + 4 kör             | 19       |          |
| 13       | 4  | Clay Regazzoni       | Ferrari            | 101          | + 7 kör             | 6        |          |
| 14       | 9  | Peter Gethin         | McLaren-Ford       | 100          | + 8 kör             | 21       |          |
| Kiesett  | 1  | Jackie Stewart       | Tyrrell-Ford       | 82           | Olajszivárgás       | 2        |          |
| Kiesett  | 14 | Graham Hill          | Lotus-Ford         | 72           | Kuplung             | 10       |          |
| Kiesett  | 2  | François Cevert      | Tyrrell-Ford       | 62           | Kerék               | 17       |          |
| Kiesett  | 30 | Tim Schenken         | De Tomaso-Ford     | 61           | Felfüggesztés       | 20       |          |
| Kiesett  | 27 | Jo Bonnier           | McLaren-Ford       | 50           | Vízcső              | 24       |          |
| Kiesett  | 6  | Jean-Pierre Beltoise | Matra              | 27           | Meghajtás           | 18       |          |
| Kiesett  | 31 | Gus Hutchison        | Brabham-Ford       | 21           | Üzemanyag szivárgás | 22       |          |
| Kiesett  | 20 | Jackie Oliver        | BRM                | 14           | Motorhiba           | 7        |          |
| Kiesett  | 21 | George Eaton         | BRM                | 10           | Motorhiba           | 14       |          |
| Kiesett  | 17 | John Surtees         | Surtees-Ford       | 6            | Motorhiba           | 8        |          |
| NK       | 32 | Peter Westbury       | BRM                |              |                     |          |          |
| NK       | 28 | Pete Lovely          | Lotus-Ford         |              |                     |          |          |
| NK       | 10 | Andrea de Adamich    | McLaren-Alfa Romeo |              |                     |          |          |

## Statisztikák
Vezető helyen:
- Jackie Stewart: 82 (1-82)
- Pedro Rodriguez: 18 (83-100)
- Emerson Fittipaldi: 8 (101-108)

Emerson Fittipaldi 1. győzelme, Jacky Ickx 8. pole-pozíciója, 7. leggyorsabb köre.
- Lotus 42. győzelme.

Reine Wisell első futama.